# Titularbistum Mosynopolis
Mosynopolis (ital.: Mosinopoli) ist ein Titularbistum der römisch-katholischen Kirche.
Es geht zurück auf ein ehemaliges Bistum in der gleichnamigen byzantinischen Stadt in der Provinz Thracia Rhodope im heutigen nordöstlichen Griechenland, das der Kirchenprovinz Traianopolis in Rhodope angehörte.
| Titularbischöfe von Mosynopolis |                                     | |                    |                    |
| Nr.                             | Name                                | Amt | von                | bis                |
| 1                               | Maciej Józef Ancuta                 | Weihbischof in Vilnius Koadjutorbischof in Vilnius (Polen-Litauen)                                                           | 1. Oktober 1710    | 24. Oktober 1722   |
| 2                               | Alexander Smith                     | Apostolischer Koadjutorvikar von Lowland District Apostolischer Vikar von Lowland District (Königreich Großbritannien)       | 19. September 1735 | 21. August 1767    |
| 3                               | Henryk Ludwik Plater                | Weihbischof in Warschau (Polen)                                                                                              | 27. September 1858 | 4. Juli 1868       |
| 4                               | Francisco Mora y Borrell            | Koadjutorbischof in Monterey-Los Angeles (USA)                                                                               | 20. Mai 1873       | 12. Mai 1878       |
| 5                               | Nicolae Iosif Camilli OFMConv       | Apostolischer Visitator im Vikariat Moldau (Rumänien)                                                                        | 16. September 1881 | 27. Juni 1884      |
| 6                               | Albert Pascal OMI                   | Apostolischer Vikar von Saskatchewan (Kanada)                                                                                | 2. Juni 1891       | 3. Dezember 1907   |
| 7                               | Longin Żarnowiecki                  | Weihbischof in Luzk und Schytomyr (Russisches Reich)                                                                         | 7. April 1910      | 29. September 1915 |
| 8                               | Benjamin-Octave Roland-Gosselin     | Weihbischof in Paris (Frankreich)                                                                                            | 3. Juli 1919       | 3. April 1931      |
| 9                               | René Graffin CSSp                   | Apostolischer Koadjutorvikar von Yaoundé Apostolischer Vikar von Yaoundé Apostolischer Vikar von Doumé (Französisch-Kamerun) | 14. Dezember 1931  | 14. September 1955 |
| 10                              | Rudolf Joseph Manfred Staverman OFM | Apostolischer Vikar von Hollandia (Indonesien)                                                                               | 29. April 1956     | 15. November 1966  |